# Onega (città)
Onega è una città situata nell'oblast' di Arcangelo, nella Russia europea settentrionale, centro amministrativo dell'omonimo distretto.

## Geografia fisica
La città è situata alla foce del fiume omonimo, sulla sua sponda destra, con qualche abitazione sulla sponda sinistra, e si affaccia sulla baia di Onega, nel Mar Bianco. Il clima di Onega è caratterizzato da lunghi inverni freddi e da brevi estati fresche.

### Clima
| Onega (1991-2020) Fonte:    | Mesi         | Mesi         | Mesi         | Mesi         | Mesi         | Mesi        | Mesi        | Mesi        | Mesi        | Mesi         | Mesi         | Mesi         | Stagioni | Stagioni | Stagioni | Stagioni | Anno  |
| Onega (1991-2020) Fonte:    | Gen          | Feb          | Mar          | Apr          | Mag          | Giu         | Lug         | Ago         | Set         | Ott          | Nov          | Dic          | Inv      | Pri      | Est      | Aut      | Anno  |
| --------------------------- | ------------ | ------------ | ------------ | ------------ | ------------ | ----------- | ----------- | ----------- | ----------- | ------------ | ------------ | ------------ | -------- | -------- | -------- | -------- | ----- |
| T. max. media (°C)          | −7,2         | −6,3         | −0,8         | 6,0          | 13,4         | 18,9        | 22,2        | 19,2        | 13,4        | 5,6          | −0,9         | −4,4         | −6,0     | 6,2      | 20,1     | 6,0      | 6,6   |
| T. media (°C)               | −10,2        | −9,6         | −4,8         | 1,4          | 8,0          | 13,7        | 17,1        | 14,4        | 9,5         | 3,2          | −3,1         | −6,9         | −8,9     | 1,5      | 15,1     | 3,2      | 2,7   |
| T. min. media (°C)          | −13,4        | −13,0        | −8,6         | −2,5         | 3,6          | 9,0         | 12,5        | 10,4        | 6,4         | 1,1          | −5,3         | −9,8         | −12,1    | −2,5     | 10,6     | 0,7      | −0,8  |
| T. max. assoluta (°C)       | 6,1 (1973)   | 5,3 (2014)   | 13,4 (2007)  | 25,9 (2001)  | 32,5 (2021)  | 33,2 (2021) | 35,8 (1972) | 34,4 (2010) | 27,4 (1963) | 19,8 (2005)  | 11,1 (1957)  | 7,7 (2006)   | 7,7      | 32,5     | 35,8     | 27,4     | 35,8  |
| T. min. assoluta (°C)       | −42,1 (1987) | −42,5 (1946) | −38,5 (1957) | −26,0 (1952) | −14,6 (1941) | −3,4 (1978) | −0,4 (1941) | −3,0 (1980) | −4,9 (1996) | −19,3 (1968) | −32,2 (1968) | −41,2 (1978) | −42,5    | −38,5    | −3,4     | −32,2    | −42,5 |
| Nuvolosità (okta al giorno) | 7,7          | 7,5          | 7,1          | 6,8          | 7,1          | 6,9         | 6,8         | 7,3         | 7,7         | 8,3          | 8,5          | 8,3          | 7,8      | 7,0      | 7,0      | 8,2      | 7,5   |
| Precipitazioni (mm)         | 44           | 32           | 30           | 28           | 45           | 63          | 74          | 77          | 68          | 69           | 55           | 51           | 127      | 103      | 214      | 192      | 636   |
| Giorni di pioggia           | 3            | 2            | 5            | 10           | 17           | 17          | 17          | 18          | 22          | 19           | 9            | 5            | 10       | 32       | 52       | 50       | 144   |
| Nevicate (cm)               | 36           | 48           | 50           | 17           | 0            | 0           | 0           | 0           | 0           | 1            | 9            | 21           | 105      | 67       | 0        | 10       | 182   |
| Giorni di neve              | 26           | 25           | 21           | 14           | 6            | 1           | 0           | 0,03        | 1,0         | 11,0         | 23,0         | 27,0         | 78,0     | 41,0     | 1,0      | 35,0     | 155,0 |
| Giorni di nebbia            | 1            | 1            | 2            | 1            | 1            | 0           | 1           | 1           | 2           | 1            | 1            | 1            | 3        | 4        | 2        | 4        | 13    |
| Umidità relativa media (%)  | 84           | 83           | 79           | 72           | 69           | 68          | 72          | 78          | 83          | 87           | 88           | 86           | 84,3     | 73,3     | 72,7     | 86       | 79,1  |
| Vento (direzione-m/s)       | SE 2,4       | SE 2,3       | SE 2,5       | SE 2,3       | NW 2,6       | W 2,5       | E 2,3       | E 2,2       | SE 2,4      | SE 2,7       | SE 2,6       | SE 2,5       | 2,4      | 2,5      | 2,3      | 2,6      | 2,4   |

## Storia
Il villaggio di Ust'Onega esisteva già nel 1137, poiché è citato su alcuni documenti scritti. Esso è rappresentato inoltre in una mappa del territorio di Velikij Novgorod del XIII secolo. Fu costruita poi, nel novecento, la ferrovia Arcangelo-Murmansk.

## Popolazione
La città di Onega, dal 1989 a oggi, ha avuto un notevole calo demografico: nel 1989 contava 26.070 abitanti; nel 2007, invece, solo 22.500 abitanti.
| 1897   | 1926   | 1939   | 1959   | 1970   |
| ------ | ------ | ------ | ------ | ------ |
| 2 700  | 5 300  | 15 800 | 21 300 | 25 000 |
| 1979   | 1989   | 1995   | 2002   | 2017   |
| 25 000 | 26 070 | 26 200 | 23 430 | 19 381 |